# Иннсмут (фильм)
«Иннсмут» (англ. Innsmouth) — короткометражный фильм ужасов 2015 года, снятый Иззи Ли, который написал сценарий и сопродюсировал фильм вместе с Франческо Массаччези. Премьера фильма состоялась 19 августа 2015 года. Он вдохновлен повестью «Тень над Иннсмутом» Лавкрафта.
Фильм привлек внимание своим преимущественно женским составом, поскольку во многих произведениях Лавкрафта, как правило, фигурировали преимущественно или исключительно мужские персонажи. Об этом Ли заявил, что «Иннсмут был создан, чтобы заставить Лавкрафта немного перевернуться в гробу, имея 98% актерского состава и смену гендерных ролей.

## Сюжет
Детектив Олмстед прибыла на необычное место преступления с телом, на котором есть раны от укусов, и жуткие волдыри на спине. Ее единственная зацепка — фотография жертвы со странной женщиной. Олмстеду удается определить, что фотография была сделана в Иннсмуте, и она отправляется туда в поисках ответов, из-за чего ее пути пересекаются с Элис Марш.

## В ролях
- Дайана Портер в роли детектива Олмстеда
- Тристан Риск в роли Элис Марш
- Иззи Ли в роли  Иззи
- София Каччиола в роли Боди
- Вера Шренкунг в роли приспешницы №1
- Фарфоровая Даля в роли приспешницы №2
- Дж. Сокало в роли полицейского №1
- Фил Хили в роли полицейского №2

## Критика
Критики восприняли короткометражку положительно, и многие издания, такие как Rue Morgue, высоко оценили игру и характер Риска. Dread Central похвалил фильм за то, что он «придерживался мифов Лавкрафта, и даже содержит массу правильных деталей города, вплоть до года его основания, упоминания фамилии Марш, которая была важной в Иннсмуте». Starburst также высоко оценил роль Риска в фильме и отметил, что хотелось бы, чтобы он был длиннее, «поскольку мифологию оригинальной повести можно было бы исследовать еще дальше». Журнал Diabolique писал: «фильм стал самой яркой работой Ли. Хотя она и раньше сотрудничала с оператором Брайаном Маккеем, Иннсмут, безусловно, является их лучшей совместной работой». В фильме есть проблеск таланта режиссера и актеров, а история заставляет вас хотеть большего, в лучшем случае».

## Награды
- Лучший короткометражный сценарий на Monster Fest (2015, победа).
- Лучшая женская роль второго плана на Vancouver Badass Short FF (2016, победа — Тристан Риск).
- Лучший короткометражный фильм на кинофестивале GenreBlast 2016.